# Eleição municipal de Marabá em 2016
A eleição municipal da cidade brasileira de Marabá ocorreu em 2 de outubro de 2016 para eleger um prefeito, um vice-prefeito e 21 vereadores para a administração da cidade paraense. O prefeito titular é João Salame Neto, do PMDB, que optou por não concorrer à reeleição. As movimentações pré-campanha ocorrem num contexto de crise política envolvendo um pedido de impeachment do segundo mandato da presidente Dilma Rousseff, do PT. Além disso, a cidade de Marabá se apresenta numa situação financeira caótica, enfrentando uma grave crise municipal, resultando em inúmeras ações judiciais contra a prefeitura, ao mesmo tempo em que uma série de greves envolvendo os servidores públicos ocorrem devido ao atraso nos seus pagamentos.
Como a cidade não possui mais de 200 mil eleitores, não existe a possibilidade de realização de um segundo turno, entretanto, mesmo com este número, a eleição já seria decidida no dia 02 de outubro, pois o eleitorado marabaense elegeu o ex-prefeito e atual deputado estadual Tião Miranda, do PTB com mais de 50% dos votos válidos.

## Regras
No decorrer do ano de 2015, o Congresso Nacional aprovou uma reforma política, que fez consideráveis alterações na legislação eleitoral. O período oficial das campanhas eleitorais foi reduzido para 45 dias, com início em 16 de agosto, o que configurou em uma diminuição pela metade do tempo vigente até 2012. O horário político também foi reduzido, passando de 45 para 35 dias, com início em 26 de agosto. As empresas passaram a ser proibidas de financiarem campanhas, o que só poderá ser feito por pessoas físicas.
A Constituição estabeleceu uma série de requisitos para os candidatos a cargos públicos eletivos. Entre eles está a idade mínima de 21 anos para candidatos ao Executivo e 18 anos ao Legislativo, nacionalidade brasileira, pleno exercício dos direitos políticos, pelo menos um ano de domicílio eleitoral na cidade onde pretende candidatar-se, alfabetização e filiação partidária até o dia 2 de abril de 2016.
A propaganda eleitoral gratuita em Marabá começou a ser exibida em 26 de agosto e terminou em 29 de setembro. Segundo a lei eleitoral em vigor, nos municípios com mais de 200 mil eleitores, caso o candidato mais votado receber menos de 50% +1 dos votos, é estabelecido o sistema de dois turnos; como a cidade de Marabá ainda não atingiu este índice, não existe tal hipótese.

## Definição das candidaturas
O prazo para os partidos políticos realizarem as convenções partidárias destinadas à definição de coligações e escolha dos candidatos aos cargos de prefeito, vice-prefeito e vereador iniciou em 20 de julho e encerrou no dia 05 de agosto. Já o prazo para protocolar o registro de candidatura dos escolhidos nas convenções se encerrou em 15 de agosto. Nesta eleição, quatro partidos lançaram candidatos à prefeitura marabaense. .

### Jorge Bichara (PV)
O Partido Verde realizou no dia 05 de agosto, sexta-feira, na Escola “A Fazendinha”, a sua convenção municipal que homologou a candidatura de Jorge Bichara à prefeitura de Marabá.
Jorge Bichara Neto tem 53 anos e é médico especializado em endoscopia. Foi um dos fundadores da Fundação Zoobotânica de Marabá, é presidente do Conselho Municipal de Saúde, presidente da Unimed Sul do Pará e ex-secretário Municipal de Agricultura de Marabá, cargo do qual se desincompatibilizou em abril de 2016. Compondo a chapa, tem como candidata a vice-prefeita Celene Lima, do PTdoB.
A sua coligação, “Certeza de um tempo novo” é formada por seis partidos: PV, PTdoB, PT, PTN, PEN e PSDC.

### Manoel Veloso (DEM)
O Democratas realizou no dia 05 de agosto, sexta-feira, no Lions Club, localizado na Cidade Nova, a sua convenção municipal que homologou a candidatura de Manoel Veloso à prefeitura de Marabá.
Manoel Cláudio Veloso tem 50 anos e é médico cardiologista. Nunca assumiu cargo político, entretanto, acompanhou os passos de seu pai, o também médico Geraldo Veloso, ex-prefeito da cidade entre 1997 e 2002. Terá como candidato a vice-prefeito o comerciante Zeferino Abreu Neto, do PR.
A sua coligação, “Pra reviver Marabá” é composta por cinco partidos: DEM, PR, PDT, PMB e PRTB.

### Rigler Aragão (PSOL)
O Partido Socialismo e Liberdade a dos Trabalhadores Unificado realizou no dia 20 de julho, quarta-feira, a sua convenção municipal que homologou a candidatura de Rigler Aragão à prefeitura de Marabá.
Rigler da Costa Aragão é professor da Universidade Federal do Sul de Sudeste do Pará (UNIFESSPA), natural de Belém (PA), iniciou sua militância política na região no município de Parauapebas onde também foi professor. Nas eleições passadas, foi candidato a deputado federal e obteve 542 votos. Tem como candidato a vice-prefeito o advogado Elho Araújo, também do PSOL. Sua chapa não formalizou aliança com nenhum outro partido.

### Tião Miranda (PTB)
O Partido Trabalhista Brasileiro realizou no dia 05 de agosto, sexta-feira, a sua convenção municipal que homologou a candidatura de Tião Miranda à prefeitura de Marabá.
Sebastião Miranda Filho tem 59 anos, é empresário e também formado em Engenharia Elétrica. Entrou na política em 1996 como candidato a vice-prefeito na chapa de Geraldo Veloso, sendo eleitos e reeleitos em 2000. Exerceu ainda a função de Secretário de Obras do município. Em 2002, assumiu a prefeitura em decorrência do falecimento do então prefeito, completando este mandato entre 2002 e 2004, quando fora reeleito. Posteriormente, em 2010, foi eleito deputado estadual, cargo que exerce até hoje. Em 2012, foi novamente candidato, sendo derrotado pelo atual prefeito, João Salame Neto, seu ex-aliado político. Tem como candidato a vice-prefeito o delegado Toni Cunha, da REDE.
A sua coligação, “Todos por Marabá”, é composta por 18 partidos: PTB, REDE, PSDB, PMDB, PP, PSB, PSD, PRB, SD, PCdoB, PROS, PPS, PSC, PHS, PSL, PMN, PRP e PPL.

## Candidaturas oficializadas
|  | Nº | Candidato(a) a prefeito | Candidato(a) a prefeito | Candidato(a) a vice-prefeito | Candidato(a) a vice-prefeito | Coligação                                                            | Duração da propaganda eleitoral |
|  | -- | ----------------------- | ----------------------- | ---------------------------- | ---------------------------- | -------------------------------------------------------------------- | ------------------------------- |
|  | 43 |                         | Jorge Bichara (PV)      |                              | Celene Lima (PTdoB)          | "Certeza de um tempo novo" - Partido Social Democrata Cristão (PSDC) | 2 minutos e 03 segundos         |
|  | 25 |                         | Manoel Veloso (DEM)     |                              | Zeferino Abreu Neto (PR)     | "Pra reviver Marabá" - Partido da Mulher Brasileira (PMB)            | 1 minutos e 52 segundos         |
|  | 50 |                         | Rigler Aragão (PSOL)    |                              | Elho Araújo (PSOL)           | Partido não coligado - Partido Socialismo e Liberdade (PSOL)         | 21 segundos                     |
|  | 14 |                         | Tião Miranda (PTB)      |                              | Toni Cunha (REDE)            | "Todos por Marabá" - Partido Pátria Livre (PPL)                      | 5 minutos e 42 segundos         |

## Pesquisas
| Data       | Instituto | Tião Miranda (PTB) | Manoel Veloso (DEM) | Jorge BIchara (PV) | Rigler Aragão (PSOL) | Brancos e Nulos | Indecisos |
| ---------- | --------- | ------------------ | ------------------- | ------------------ | -------------------- | --------------- | --------- |
| 22/09/2016 | Acertar   | 64,1%              | 18%                 | 6,6%               | 1,5%                 | 4,5%            | 5,3%      |

## Resultados

### Prefeito
| Candidato(a)           | Vice                     | 1º turno 2 de outubro de 2016 | 1º turno 2 de outubro de 2016 |
| Candidato(a)           | Vice                     | Total                         | Percentagem                   |
| ---------------------- | ------------------------ | ----------------------------- | ----------------------------- |
| Tião Miranda (PTB)     | Toni Cunha (REDE)        | 59.416                        | 51,64%                        |
| Manoel Veloso (DEM)    | Zeferino Abreu Neto (PR) | 47.640                        | 41,41%                        |
| Jorge Bichara (PV)     | Celene Lima (PTdoB)      | 5.647                         | 4,91%                         |
| Rigler Aragão (PSOL)   | Elho Araújo (PSOL)       | 2.348                         | 2,04%                         |
| Total de votos válidos | Total de votos válidos   | 115.051                       | 91,85%                        |
| → Votos em branco      | → Votos em branco        | 2.364                         | 1,89%                         |
| → Votos nulos          | → Votos nulos            | 7.849                         | 6,27%                         |
| Total                  | Total                    | 125.264                       | 78,76%                        |
| Abstenções             | Abstenções               | 33.791                        | 21,24%                        |
| Total de inscritos     | Total de inscritos       | 159.055                       | 100%                          |

### Vereadores
| Candidato(a)                        | Nº    | Coligação                                   | Votação | Votação     |
| Candidato(a)                        | Nº    | Coligação                                   | Total   | Porcentagem |
| ----------------------------------- | ----- | ------------------------------------------- | ------- | ----------- |
| Miguel Gomes Filho (PP)             | 11234 | "Unidos por Marabá" PP e PSB                | 2.510   | 2,10%       |
| Pedro Corrêa (PTB)                  | 14000 | "Futuro Melhor" PTB e PSL                   | 2.062   | 1,73%       |
| Alécio Stringari (PSB)              | 40111 | "Unidos por Marabá" PP e PSB                | 1.920   | 1,61%       |
| Tiago Koch (PMDB)                   | 15111 | PMDB                                        | 1.891   | 1,58%       |
| Priscila Veloso (PTB)               | 14150 | "Futuro Melhor" PTB e PSL                   | 1.880   | 1,57%       |
| Maria Cristina Mutran (PMDB)        | 15123 | PMDB                                        | 1.846   | 1,55%       |
| Ronisteu Araújo (PTB)               | 14150 | "Futuro Melhor" PTB e PSL                   | 1.819   | 1,52%       |
| Carlos Roberto Miranda (PSDB)       | 45144 | PSDB                                        | 1.805   | 1,51%       |
| Nonato Dourado (PMDB)               | 15155 | PMDB                                        | 1.799   | 1,51%       |
| Mário Farias Gonçalves (PSDB)       | 45045 | PSDB                                        | 1.699   | 1,40%       |
| Ilker Moraes (PHS)                  | 31100 | "Um Novo Tempo" PSD, PROS, PHS e PPL        | 1.523   | 1,28%       |
| Mariozan Quintão (PPS)              | 23234 | PPS                                         | 1.428   | 1,20%       |
| Edinaldo Machado Proj. Semear (PSC) | 20000 | "Mobilizando Marabá" PSC e PMN              | 1.421   | 1,19%       |
| Rodrigo Lima (PRB)                  | 10190 | "Um novo pacto por Marabá" PRB, REDE e PRP  | 1.410   | 1,18%       |
| Frank Carreiro (PSB)                | 40123 | "Unidos por Marabá" PP e PSB                | 1.387   | 1,16%       |
| Ivanildo Athie (PCdoB)              | 65555 | PCdoB                                       | 1.314   | 1,10%       |
| Morivaldo Marçal (PSC)              | 20115 | "Mobilizando Marabá" PSC e PMN              | 1.132   | 0,95%       |
| Gilson Dias (PCdoB)                 | 65432 | PCdoB                                       | 1.103   | 0,92%       |
| Paulo Sérgio Varela (PTN)           | 19234 | "Renovar para Mudar" PV, PTN e PSDC         | 1.027   | 0,86%       |
| Irismar Araújo Melo (PR)            | 22211 | "Pra reviver Marabá 1!" DEM, PR, PDT e PRTB | 999     | 0,84%       |
| Marcelo Alves (PT)                  | 13222 | "Aliança por Marabá" PT, PTdoB e PEN        | 941     | 0,79%       |